# 2017년 포항 지진
2017년 포항 지진(浦項地震)은 2017년 11월 15일 대한민국 경상북도 포항시에서 발생한 지진이다.진앙은 포항시 북구 북쪽 9km 지점인 흥해읍 남송리이며, 진원지는 지표에서 7km 떨어진 지점이다. 오후 2시 29분 31초에 발생한 본진의 지진 규모는 ML 5.4로, 2016년 경주 지진에 이어 1978년 본격적인 지진 관측 이래 국내에서 두 번째로 큰 규모의 지진이다. 수정 메르칼리 진도 계급 기준 최대 진도는 Ⅵ로 2016년 경주 지진에 이어 관측 사상 2번째로 최대 진도 Ⅵ을 기록한 지진이다. 또한, 역대 가장 많은 피해가 발생한 지진이다.
포항지진의 원인을 조사해온 정부조사단은 2019년 3월 20일, 이 지진이 인근 포항 지열발전소의 실증연구에 따른 ‘촉발지진’이라고 공식발표했다. 이 조사에는 대한지질학회와 해외 전문가들이 참여했다. 해외조사위원으로 참여한 쉐민 게 콜로라도대 교수는 “포항지열발전소에서 다섯 번의 자극이 주어진 것으로 확인됐다”고 설명했다.

## 본진

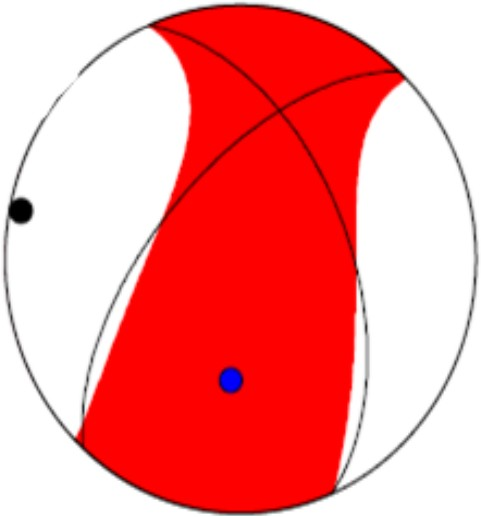
한국지질자원연구원이 제출한 포항 지진 단층면해의 분석 결과

미국 지질조사국이 제출한 포항 지진 단층면해의 분석 결과

대한민국 기상청과 한국지질자원연구원이 본진을 분석한 결과 다음과 같았다.
- 지진 발생시각: 2017년 11월 15일 수요일 14시 29분 31초
- 진원지: 경상북도 포항시 북구 북쪽 8km 지역 (북위 36°11'동경 129°37')
- 진원 깊이: 4km[12]
- 지진 규모
  - 모멘트 규모 (Mw) 5.5
  - 릭터 규모 (ML) 5.4
- 최대 진도: 진도 Ⅵ (경상북도 포항시)
- 최대지반가속도: 0.58g (경상북도 포항시)
- 단층 형태 : 역단층성 우수향 주향이동단층 (북동-남서 방향을 축으로 압력을 받음)[12]

## 지진의 전개
11월 15일 오후 2시 22분 32초에 포항시 북구 북쪽 7km 지역에서 규모 2.2의 지진이 발생하였다. 이어 22분 44초에 포항시 북구 북서쪽 7km 지역에서 규모 2.6의 지진이 발생하였다. 이 두 지진은 전진으로서, 규모 5.4의 본진은 그 뒤를 이어 29분 31초에 발생하였다.
오후 2시 32분 59초에 포항시 북구 북쪽 7km 지역에서 규모 3.6의 지진이 이어졌다. 이후 규모 2에서 3을 오가는 몇 차례 여진이 추가적으로 발생하였다. 계속 여진이 이어져 4시 49분에는 규모 4.3의 여진이 발생하였다.

본진 이후에도 여진은 계속해서 진행되어, 12월 25일 오후 4시 19분 22초에는 경북 포항시 북구 북쪽 8km 지점에서 규모 3.5의 여진이 발생하였다. 이 여진까지 총 70회의 여진이 발생하였으며, 규모 3.0 이상의 지진은 총 여섯 번 발생하였다.
본 지진은 존재가 보고된 적이 없는 무명의 북북동 단층대를 따라 발생했다.

## 단층 면해
본진의 단층 면해는 역단층성 주향이동단층 운동을 나타내었으며, 본진과 같은 날 발생한 규모 4.3의 여진은 역단층성분이 강하게 나타났다. 그러나 규모 3 이상의 주요 여진은 주향이동성분이 우세하게 나타나 복잡한 단층운동에 의해 지진이 발생한 것으로 추정된다. 여진은 북동-남서 방향으로 분포하며, 남동쪽에 비해 북서쪽 지진의 깊이가 깊어지는 경향을 나타내고, 이로써 포항지진의 단층면이 북서쪽으로 경사진 것으로 분석된다. 주 단층면에서 발생한 여진분포를 통해 포항지진의 지진단층은 길이 약 7~8 km, 너비 약 4~5km의 크기를 갖는 것으로 추정된다.

본진(5.4) 이후의 여진 발생 추이

| 발생일시 (KST)                | 진원지                      | 좌표                                                            | 진원 깊이                           | 릭터 규모 (KMA) | 모멘트 규모 (USGS) | 최대 진도           | 출처 |
| ----------------------------- | --------------------------- | --------------------------------------------------------------- | ----------------------------------- | --------------- | ------------------ | ------------------- | ---- |
| 2017년 11월 15일 오후 2:29:31 | 경북 포항시 북구 북쪽 9km   | 북위 36° 06′ 32″ 동경 129° 21′ 58″ / 북위 36.109° 동경 129.366° | KMA : 7 km USGS : 10 km NIED : 5 km | 5.4             | 5.5                | KMA : VI USGS : VII |      |
| 2017년 11월 15일 오후 4:49:30 | 경북 포항시 북구 북쪽 9km   | 북위 36° 06′ 32″ 동경 129° 21′ 58″ / 북위 36.109° 동경 129.366° | KMA : 10 km USGS : 10 km            | 4.3             | 4.7                | KMA : VII USGS : IV |      |
| 2018년 2월 11일 오전 5:03:03  | 경북 포항시 북구 북서쪽 5km | 북위 36° 05′ 동경 129° 20′ / 북위 36.08° 동경 129.33°           | KMA : 9 km USGS : 10 km             | 4.6             | 4.7                | KMA : V USGS : VII  |      |

## 진도
| 진도 | 지역                                                           |
| ---- | -------------------------------------------------------------- |
| Ⅵ    | 경상북도                                                       |
| IV   | 강원도, 경상남도, 대구광역시, 부산광역시, 울산광역시, 충청북도 |
| III  | 전라북도                                                       |

| 진도 | 지역                                     |
| ---- | ---------------------------------------- |
| Ⅵ    | 경상북도                                 |
| III  | 울산광역시                               |
| II   | 강원도, 경상남도, 대구광역시, 부산광역시 |

| 진도 | 지역                 |
| ---- | -------------------- |
| V    | 경상북도             |
| IV   | 울산광역시           |
| III  | 경상남도, 대구광역시 |

본진의 진동은 일본에서도 느껴져, 쓰시마섬에서 일본 기상청 진도 계급 2를, 규슈 북부의 후쿠오카현, 나가사키현, 사가현, 주고쿠 지방의 야마구치현, 시마네현에서 진도 1의 유감지진을 감지했다.

## 피해 상황
한동대학교에서 지진으로 건물 외벽이 무너지는 사고가 발생하였다. 경상북도교육청은 11월 16일 낮12시까지 99개교에서 피해가 접수되었다고 하였다.
대한민국 산업통상자원부와 한국수력원자력은 지진 발생 후, 전국의 원전과 중·저준위 방사성 폐기물 처분시설에는 이상이 없는 것으로 파악된다고 밝혔다.

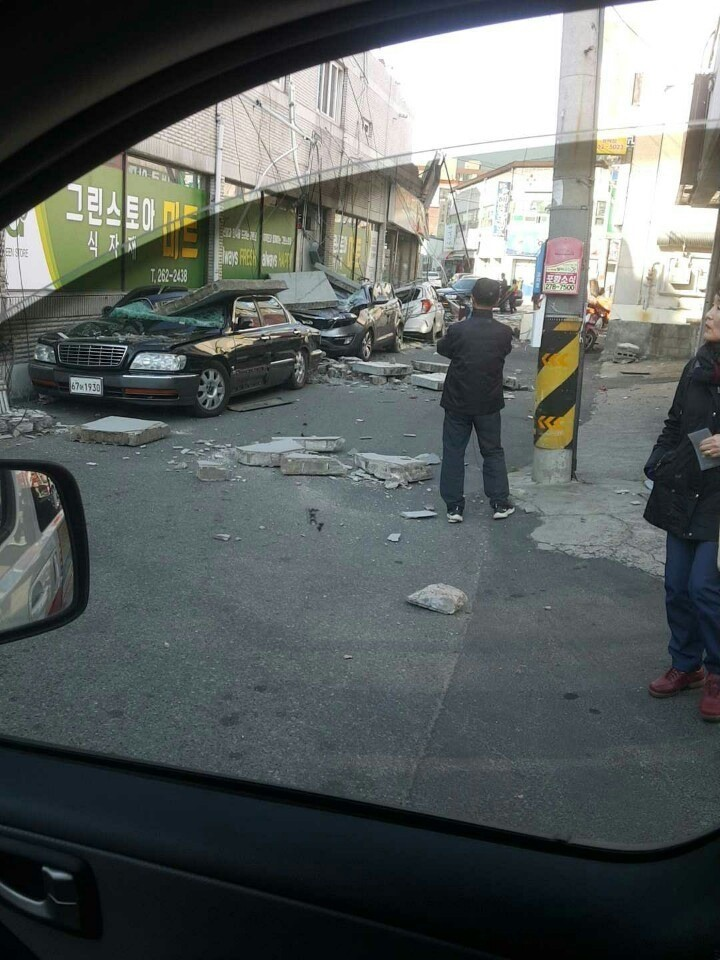
포항 지진으로 파손된 차량
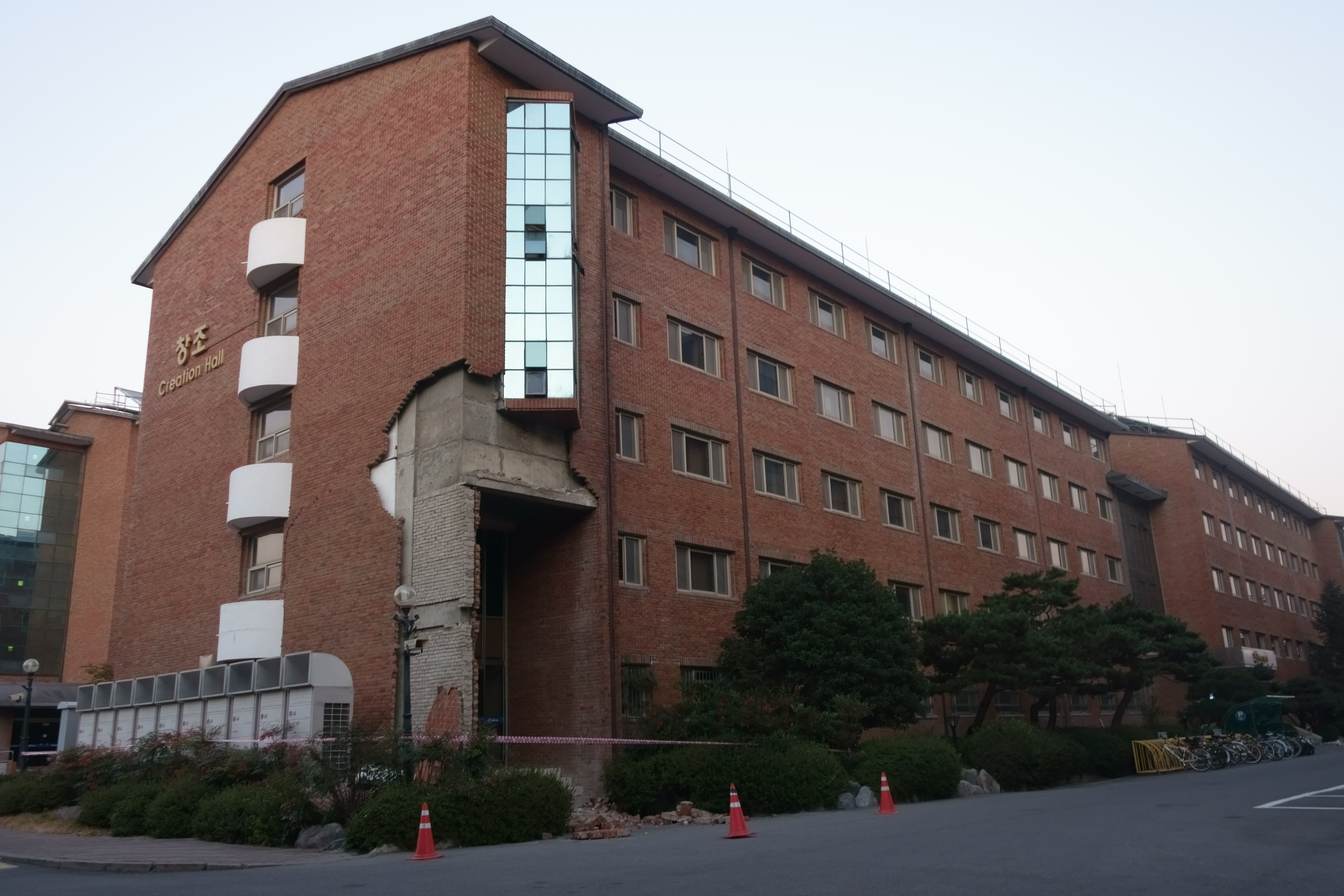
외벽이 파손된 한동대학교 건물
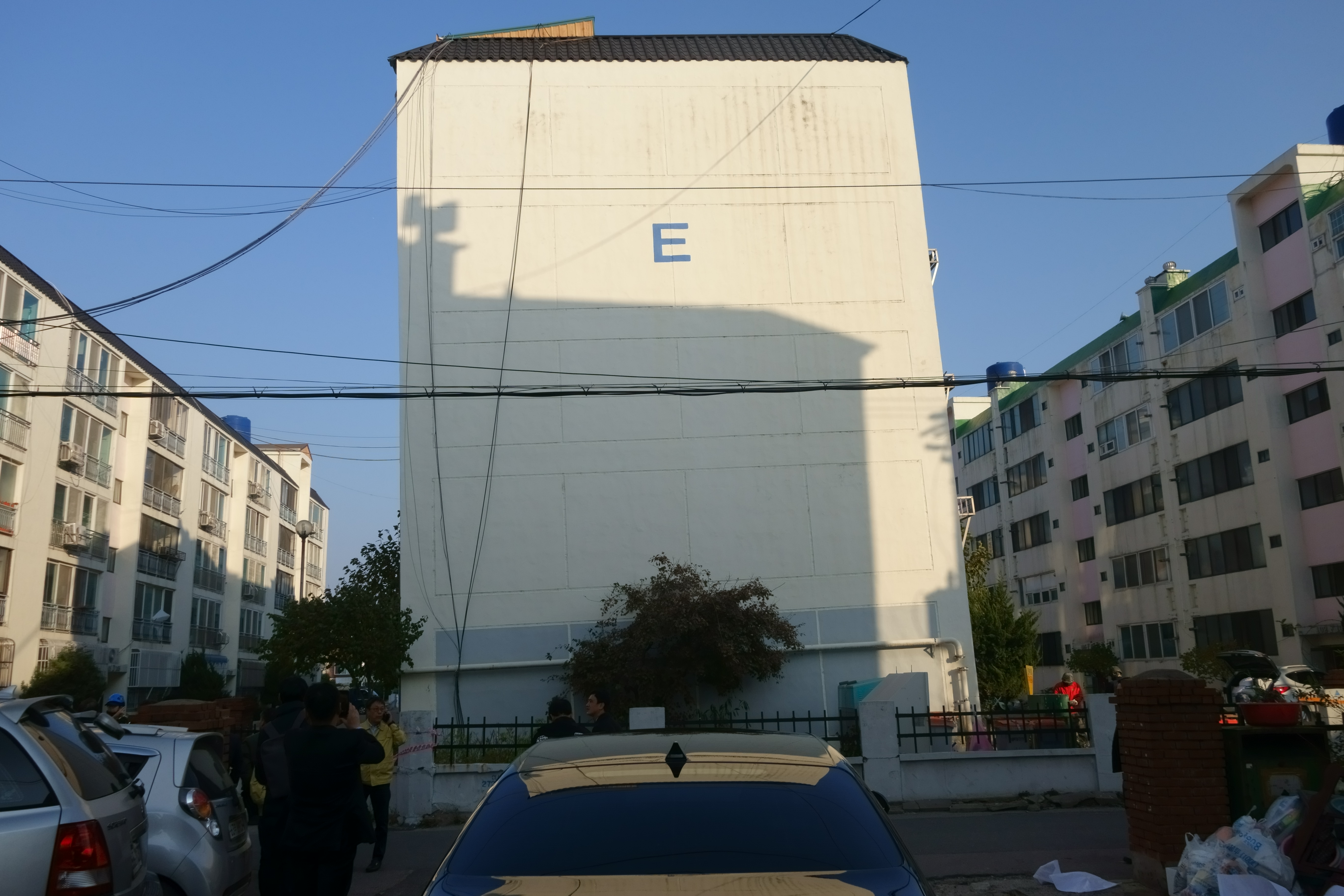
기울어진 대성아파트(2020년 3월 철거됨)

## 재난 대처
문재인 대통령은 동남아시아 순방 후 돌아오는 비행기 안에서 지진 소식을 듣고 귀국하는대로 수석·보좌관 회의를 소집할 것을 지시했다. 이낙연 국무총리는 행정안전부에 지진으로 인한 인명피해 여부 등 피해상황을 신속히 파악하고, 전 행정력을 동원해 현장에서 피해자 구조지원에 만전을 기하라고 지시했다.
지난 2016년 경주 지진 이후 긴급재난문자 발송이 크게 개선되었기 때문에, 이번 포항 지진에서는 문자 발송이 매우 신속하였다.
포항 일대의 고사장이 파손되는 등, 지진으로 인해 대학수학능력시험의 정상적인 진행이 어려울 것으로 판단되어, 원래 일정이었던 2017년 11월 16일에서 일주일 뒤인 2017년 11월 23일로 연기되었다. 교육부는 11월 16일 오후 2시 수능 성적 발표와 대학별고사를 모두 일주일 순연시킨다고 밝혔다.

## 같이 보기
- 2018년 포항 지진
- 한국의 지진
- 포항시의 지질
  - 포항 분지
  - 양산 단층
  - 연일구조선
- 필로티(피어) - 지진에 취약한 건축구조물로서 규제강화가 되어야 한다는 비판이 일고 있다.
- 인공지진
- 2021년 서귀포 해역 지진

### 내용주
1. ↑  대한민국에서 발생한 지진 중 가장 규모가 컸던 지진은 2016년 경주 지진이다. 지난 2016년 9월 12일, 경상북도 경주시 남남서쪽 8.7km 지역(북위 35.76, 동경 129.19)에서 발생하였으며, Mw 5.8의 지진이었다.[5]

### 참조주
1. 1 2  “발생시각 2017년 11월 15일 14시 22분 44초 규모 2.6”. 대한민국 기상청. 2017년 11월 15일. 2017년 11월 15일에 확인함.
2. 1 2 3 4  기상청 지진화산감시과 (2017년 11월 15일). “발생시각 2017년 11월 15일 14시 29분 31초 규모 5.4”. 기상청. 2017년 11월 15일에 확인함.
3. 1 2  “발생시각 2018년 2월 11일 5시 3분 3초 규모 4.6”. 대한민국 기상청. 2018년 2월 11일. 2018년 2월 11일에 확인함.
4. 1 2  “포항 5.4 지진으로 전국 '흔들'…경주 지진 이어 역대 2위 위력(종합)”. 연합뉴스. 2017년 11월 15일. 2017년 11월 15일에 확인함.
5. ↑  지진화산감시과 (2017년 11월 15일). “경북 포항시 지역에서 규모 5.4 지진 발생” (PDF) (보도 자료). (HWP). 대한민국 기상청. 2017년 11월 16일에 확인함.
6. ↑  “포항 인근 규모 5.4 지진, 서울도 흔들…경주 다음 역대 2위(3보)”. 뉴스1. 2017년 11월 15일. 2017년 11월 15일에 확인함.
7. ↑  《2017 지진연보》 (PDF). 대한민국 기상청. 2018년 4월. 214쪽. 2018년 7월 18일에 확인함.
8. 1 2  《(일반인을 위한) 한반도 동남권 지진 : 경주지진 & 포항지진을 중심으로 자료유형》 (PDF). 한국지질자원연구원. 2018년 6월 20일. 28쪽. ISBN 9791185861814. 2018년 7월 18일에 확인함.
9. ↑  기상청 지진화산감시과 (2017년 11월 15일). “[지진정보] 2017. 11. 15 14:26 발표”. 기상청. 2017년 11월 15일에 확인함.
10. 1 2  “2017 지진연보” (PDF). 대한민국 기상청.
11. ↑  기상청 지진화산감시과 (2017년 11월 15일). “[지진정보] 2017. 11. 15 14:49 발표”. 기상청. 2017년 11월 15일에 확인함.
12. ↑  http://www.asiae.co.kr/news/view.htm?idxno=2017122517000619397
13. ↑  “동해 지진 발생 해역 내 단층 분포 해석 시스템 구축”. 한국해양과학기술원. 2018년 2월. 존재가 보고된 적이 없는 북북동 단층대(무명단층)를 따라 발생했고 얕은 심도의 퇴적층에서 발생해 규모에 비해 지표면 부근 진동 세기가 크게 나타나서 피해가 컸다.
14. ↑  “지진정보 기상청 - 2017년 11월 15일 14시 35분 현재”. 대한민국 기상청. 2017년 11월 15일. 2018년 7월 21일에 확인함.
15. ↑  “지진정보 기상청 - 2017년 11월 15일 16시 50분 현재”. 대한민국 기상청. 2017년 11월 15일. 2018년 7월 21일에 확인함.
16. ↑  “지진정보 기상청 - 2018년 2월 11일 05시 07분 현재”. 대한민국 기상청. 2018년 2월 11일. 2018년 7월 21일에 확인함.
17. ↑  “震度データベース検索 （地震別検索結果）” (일본어). 일본 기상청. 2017년 5월 12일. 2018년 12월 6일에 원본 문서에서 보존된 문서. 2018년 12월 6일에 확인함.
18. ↑  “[포항 지진] 한동대 캠퍼스 아찔했던 상황…외벽 ‘와르르’ 학생들 긴급대피(영상)”. 스포츠경향. 2017년 11월 15일. 2017년 11월 15일에 확인함.
19. ↑  류상현 기자 (2017년 11월 16일). “지진으로 포항지역 학교 피해 '눈덩이'”. 뉴시스. 2017년 11월 17일에 확인함.
20. ↑  “포항 5.5 강진 발생…원전 이상 여부 없다(종합)”. 이데일리. 2017년 11월 15일. 2017년 11월 15일에 원본 문서에서 보존된 문서. 2017년 11월 15일에 확인함.
21. ↑  문 대통령, 전용기서 지진 보고받아... 긴급회의 소집 지시, 연합뉴스
22. ↑  박진종, 정부, 포항 지진상황 종료까지 비상근무체제 유지, 공감신문
23. ↑  “"지진보다 '재난문자' 먼저 도착"…1년전 경주 늑장대응과 대비”. 뉴스1. 2017년 11월 15일. 2017년 11월 15일에 확인함.
24. ↑  “사상 초유의 수능 연기.. 포항 지진으로 1주일 연기 결정”. 《한국일보》. 2017년 11월 15일에 확인함.